# میتسوکی
میتسوکی (به ژاپنی: ミツキ ,Mitsuki) یک شخصیت خیالی که توسط ماساشی کیشیموتو خلق شده‌است. او انسانی مصنوعی است که به عنوان یک تاگ‌سازی توسط اوروچیمارو ساخته شد. او برای نخستین بار در مجموعه مانگا مشتق شده از ناروتو، تحت عنوان ناروتو: هفتمین هوکاگه و اسکارلت اسپرینگ‌ (۲۰۱۵) معرفی شد، که به عنوان یک دانش‌آموز انتقالی در کونوهاگاکوره و با هدف تبدیل شدن به یک نینجا به تصویر کشیده شد. میتسوکی برای یافتن این پرسش که بوروتو اوزوماکی خورشید اوست یا خیر به کونوهاگاکوره نقل مکان کرد و با تبدیل شدن به یک نینجا در گروه کونوهامارو قرار گرفت.

## تاریخچه
میتسوکی با استفاده از تکنولوژی کلون‌سازی توسط اوروچیمارو خلق شد. نام او از ترکیب نام برادرش «تسوکی» و ششمین علامت تقویم زودیاک چینی یعنی «می» (به معنای مار) گرفته شده است. اوروچیمارو به عنوان پدر یا سرپرست می‌خواست که او استقلال خود را پیدا کند و به همین ترتیب نقشه‌ای پیچیده برای میتسوکی تدارک دید. در ششمین اقدام نقشه‌ی اوروچیمارو، هر بار حافظه میتسوکی پاک و به قبل بازگردانده می‌شد. سرانجام میتسوکی دگرگونی بصیر را آموخت و تصمیم گرفت علیه «پدر» و «برادر بزرگ» خود طغیان کند. او دسته خود را ترک کرد تا سرنوشت خود را بسازد. او به واسطه یک هدیه از طرف اوروچیمارو به وجود بوروتو اوزوماکی پی برد و متوجه این حقیقت شد که اوروچیمارو می‌خواهد او راه خود را در زندگی پیدا کند. سپس میتسوکی تصمیم گرفت به کونوها برود و با دوستی با بوروتو به حقیقت وجود او پی ببرد.